# Oszczepalin Drugi
Oszczepalin Drugi – wieś w Polsce położona w województwie lubelskim, w powiecie łukowskim, w gminie Wojcieszków.
W latach 1975–1998 miejscowość administracyjnie należała do województwa siedleckiego.
Wieś stanowi sołectwo w gminie Wojcieszków. Według Narodowego Spisu Powszechnego z roku 2011 wieś liczyła 386 mieszkańców.

## Części wsi
| SIMC    | Nazwa               | Rodzaj                          |
| ------- | ------------------- | ------------------------------- |
| 0695249 | Krzywie             | część wsi (zniesiona w 2023 r.) |
| 0695255 | Oszczepalin-Kolonia | część wsi                       |
| 0695261 | Zawodzie            | część wsi                       |

Wierni Kościoła rzymskokatolickiego należą do parafii Narodzenia Najświętszej Maryi Panny w Woli Osowińskiej.